# Otto Nique
Otto Nique (* 12. Februar 1920 in Calberwisch) ist ein ehemaliger deutscher Parteifunktionär der DDR-Blockpartei NDPD. Er war Vorsitzender des Bezirksvorstandes Magdeburg der NDPD.

## Leben
Nique beantragte am 9. Juli 1938 als Lehrling die Aufnahme in die NSDAP und wurde zum 1. September desselben Jahres aufgenommen (Mitgliedsnummer 6.952.950). Er qualifizierte sich später zum Diplom-Wirtschaftler. 
Von 1961 bis 1966 fungierte Nique als Vorsitzender des Bezirksverbandes Magdeburg der NDPD. Von Oktober 1963 bis 1967 war er Abgeordneter des Bezirkstags Magdeburg. Ab 1967 war er Mitglied des Rates des Bezirkes Erfurt und leitete dort bis 1981 die Abteilung Wohnungspolitik.

## Auszeichnungen
- Verdienstmedaille der DDR
- Vaterländischer Verdienstorden in Bronze (1973)[4]